# Хмелёвка (Нелидовский район)
Хмелёвка (Большая Хмелевка) — деревня в Нелидовском районе Тверской области. Входит в состав Высокинского сельского поселения.
Находится в 35 километрах к северо-востоку от районного центра Нелидово, в 3 км от границы Селижаровского района.
Население по переписи 2002 года — 17 человек, 6 мужчин, 11 женщин.

## История
По данным 1859 года деревня Большое Хмелево имела 44 жителя при 7 дворах. Во второй половине XIX — начале XX века деревня Большая Хмелевка относилась к Высоковскому приходу (погост Высокое, сейчас на территории Селижаровского района) Грылёвской волости Осташковского уезда Тверской губернии. В 1889 году 25 дворов, 142 жителя.
В 1930—1950-е годы деревня Большая Хмелевка была центром сельсовета и относилась к Молодотудскому району Калининской области.
В 1996 году — 15 хозяйств, 25 жителей.